# Жун Ниннин
Жун Нинни́н (кит. упр. 荣宁宁, пиньинь Róng Níngníng, 5 октября 1997) — китайская спортсменка, борец вольного стиля, чемпионка мира 2018 года и призер чемпионата мира 2019 года, двукратная чемпионка Азии, участница летних Олимпийских игр 2020 года в Токио.

## Биография
Родилась в 1997 году. В 2018 году стала чемпионкой Азии.
На чемпионате мира 2018 года в Будапеште, китайская спортсменка сумела одолеть всех своих соперниц в весовой категории до 57 кг, и впервые в карьере завоевала титул чемпионки мира.
На предолимпийском чемпионате мира 2019 года в Казахстане в весовой категории до 57 кг, Жун завоевала серебряную медаль и получила олимпийскую лицензию для своего национального Олимпийского комитета.